# Голод, Виталий Матвеевич
Виталий Матвеевич Голод (укр. Віталій Голод; род. 23 июня 1971, Львов) — израильский шахматист, гроссмейстер (1996). Окончил Львовский институт физической культуры.
Победитель последнего чемпионата Украинской ССР (1991). Тренер и капитан женской сборной Израиля.
Чемпион Израиля (2010).

## Изменения рейтинга
| Графики недоступны из-за технических проблем. См. информацию на Фабрикаторе и на mediawiki.org. |